# Paul Lemerle
Paul Lemerle (París, 22 de abril de 1903–París  17 de julio de 1989) fue un bizantinista francés.

## Biografía
Lemerle enseñó en la École française d'Athènes (1931–1941), en la Facultad de Letras de la Universidad de Borgoña en Dijon (1942–1947), en la École Pratique des Hautes Études (1947–1968), en la Sorbona (1958–1967) y en el Collège de Francia (1967–1973). Completó su tesis doctoral en 1945, sobre la ciudad de Filipos y Macedonia oriental durante el periodo bizantino.
Fue fundador y presidente de la Asociación Internacional de Estudios bizantinos (AIEB).

## Trabajos
- Le style byzantin. 1943.
- Philippes et la Macédoine orientale à l'époque chrétienne et byzantine. Tesis doctoral, Paris, 1945.
- L'émirat d'Aydin, Byzance et l'Occident. 1957.
- Histoire de Byzance. 1960. Translated into English as A history of Byzantium. 1964.
- Élèves et professeurs à Constantinople au Xe siècle. 1969.
- Le premier humanisme byzantin. 1971. Translated into English as Byzantine humanism, the first phase. 1986. Translated into Russian as Первый византийский гуманизм. 2012.
- Cinq études sur le XIe siècle Byzantin. 1977.
- Le monde de Byzance. 1978.
- Les plus anciens recueils des miracles de Saint Démétrius et la pénétration des Slaves dans les Balkans. 1979.
- The agrarian history of Byzantium from the origins to the twelfth century. 1979.
- Essais sur le monde byzantin. 1980.